# Os Vinte e Um Dias de um Neurastênico
Os vinte e um dias de um neurastênico (no original em francês Les Vingt et un Jours d’un neurasthénique) é um romance do escritor francês Octave Mirbeau, publicado em Fasquelle em 1901.
É uma colagem de uma cinquentena de contos cruéis publicados faz já quinze anos na imprensa. 